# Tatsunoko vs. Capcom: Cross Generation of Heroes

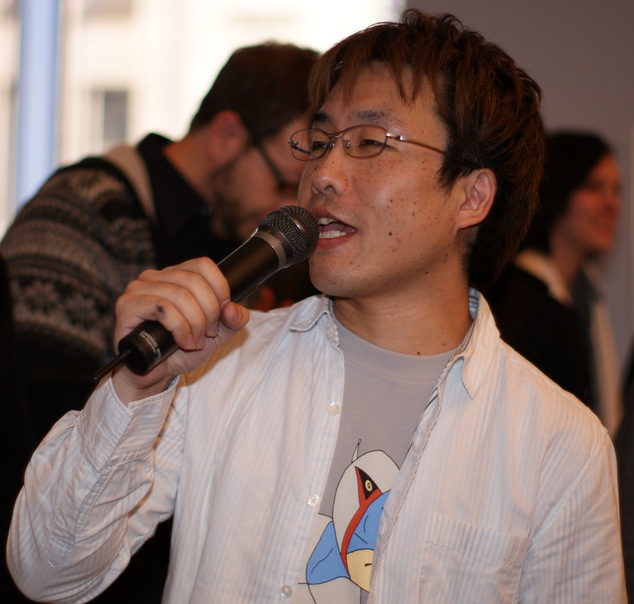
Ryota Niitsuma prend en charge la production du jeu.

Tatsunoko vs. Capcom: Cross Generation of Heroes est un jeu vidéo de combat développé par Eighting, édité par Capcom en 2008 sur borne d'arcade (Wii Based), puis sur Wii. Ce crossover met en scène des combattants venant des univers Capcom et Tatsunoko. Il est sorti en décembre 2008, en arcade et sur Wii au Japon seulement ; la version console intitulée Tatsunoko vs. Capcom: Ultimate All-Stars est parue dans le monde entier au début de l'année 2010,,,.

## Personnages

### Personnages Tatsunoko
- Ken the Eagle (La Bataille des planètes)
- Jun the Swan (La Bataille des planètes)
- Joe the Condor (La Bataille des planètes)
- Casshan (Neo-Human Casshern)
- Tekkaman (Tekkaman: The Space Knight)
- Polimar (Hurricane Polymar)
- Yatterman-1 (Yatterman)
- Yatterman-2 (Yatterman)
- Doronjo (Yatterman)
- Karas (Karas)
- Hakushon Daimaō (The Genie Family)
- Ippatsuman (Gyakuten! Ippatsuman)
- Gold Lightan (Golden Warrior Gold Lightan)
- Tekkaman Blade (Tekkaman Blade)

### Personnages Capcom
- Ryu (Street Fighter)
- Chun-Li (Street Fighter II: The World Warrior)
- Alex (Street Fighter III: New Generation)
- Morrigan Aensland (Darkstalkers)
- Batsu Ichimonji (Rival Schools: United by Fate)
- Mega Man Volnutt (Mega Man Legends)
- Roll (Mega Man)
- Zero (Mega Man X)
- Kaijin no Soki (Onimusha: Dawn of Dreams)
- Saki Omokane (Quiz Nanairo Dreams)
- Viewtiful Joe (Viewtiful Joe)
- PTX-40A (Lost Planet: Extreme Condition)
- Frank West (Dead Rising)
- Yami (Ōkami)

### Personnages annulés
- Ingrid (Capcom Fighting Evolution)
- Komugi Nakahara (Nurse Witch Komugi)
- Rolling Star (Rolling Star le Justicier)
- Princesse Tiara (Gaia Master)
- Phoenix Wright (Ace Attorney)
- Franziska von Karma (Ace Attorney)

## Portages

Logo de Tatsunoko vs Capcom: Ultimate All-Stars

- Wii : 2010, Tatsunoko vs. Capcom: Ultimate All-Stars